# Юрцуняк Осип
Йосип (Осип) Петрович Юрцуняк (Псевдо.: «Вовк»; 16 червня 1920, с. Підпечери, Івано-Франківський район, Івано-Франківська область — 26 травня 1946, біля с. Рибне, Івано-Франківський район, Івано-Франківська область) — український військовик, сотенний Відділу 73 «Лебеді».

## Життєпис
Народився 16 червня 1920 року в селі Підпечери Тлумацького повіту (тепер Івано-Франківський район, Івано-Франківська область).
В 1944 р.  — командир роя в чоті «Сапера» куреня «Скажені» групи «Чорний ліс». 
У 1945 р.— командир чоти куреня «Дзвони» ТВ-22 «Чорний ліс», у серпні цього ж року призначений командиром сотні «Лебеді». 10 жовтня 1945 р. підвищений до звання булавного, а 15 лютого 1946 присвоєно звання поручник. 
Загинув 26 травня 1946 біля с. Рибне, Станіславський район, попавши в засідку коло лісничівки. Наступного дня побратими поховали його там же.

## Нагороди
- Згідно з Наказом Крайового військового штабу УПА-Захід ч. 18 від 1.01.1946 р. булавний УПА, командир сотні УПА «Лебеді» Осип Юрцуняк — «Вовк» нагороджений Бронзовим хрестом бойової заслуги УПА.